# Patrick Cocquyt
Patrick Cocquyt (Assenede, 4 de septiembre de 1960) es un ciclista belga que fue profesional entre 1982 y 1988. En su palmarés destaca la victoria en una etapa de la Volta a Cataluña de 1982.

## Palmarés
- 1981
  - Vencedor de una etapa de la Etoile du Sud
- 1982
  - 1.º en el Circuito de Valonia
  - Vencedor de una etapa de la Volta a Cataluña
  - Vencedor de una etapa de la Etoile du Sud
- 1983
  - Vencedor de una etapa de la Vuelta a Aragón
- 1986
  - 1.º en el Gran Premio de la Villa de Zottegem